# 유럽 고속도로 56호선
유럽 고속도로 56호선(European route E56)은 독일의 뉘른베르크와 오스트리아의 사틀레스를 이어주는 유럽 고속도로 노선으로, 총 연장은 330km이다.

## 경로
주요 경로는 다음과 같다.
- 독일
  - 뉘른베르크 - 레겐스부르크 - 데겐도르프(독일어판) - 파사우 - (오스트리아 국경)
- 오스트리아
  - 리트임인크라이스 - 벨스 - 사틀레스(독일어판, 영어판)

## 갤러리

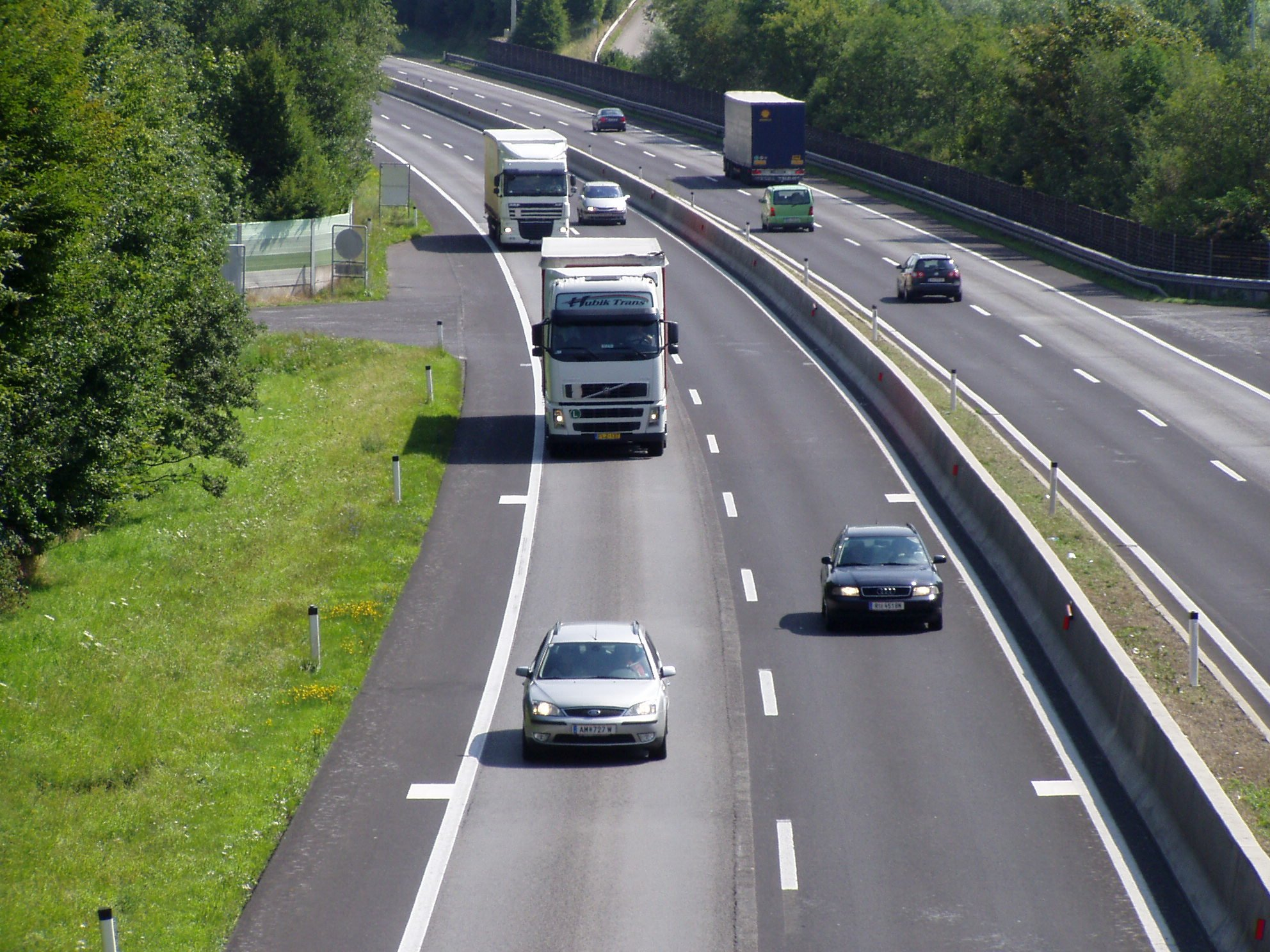
유럽 고속도로 56호선의 일부를 이루는 잉크리스 아우토반